# Miss São Paulo 2018
Miss São Paulo BE Emotion 2018 foi a 63ª edição do tradicional concurso de beleza feminino de Miss São Paulo, válido para a disputa de Miss Brasil 2018. Abrangente em todo o Estado, o concurso realizou uma seletiva no dia 24 de fevereiro para definir as candidatas que disputarão a final na Casa Petra, na capital. Transmitido para todo o país pela Band e Band.com.br, a realização do evento fica por conta de Karina Ades e a Floresta Produções e Eventos, com a final no dia 31 de março de 2018.

## Resultados

### Colocações
| Posição                 | Município e candidata |
| Miss São Paulo 2018     | - Sumaré - Paula Palhares |
| 2º. Lugar               | - Guariba - Letícia Lopes |
| 3º. Lugar               | - Santos - Natália Viviani Oliveira |
| (TOP 05) Finalistas     | - Itararé - Stephanie Pavani - Promissão - Isabella Domingues |
| (TOP 09) Semifinalistas | - Hortolândia - Aiane Freitas - Ilhabela - Thainá Cordeiro - Marília - Franciele Marconato - São Bernardo - Amanda Malaquias                                                   |
| (TOP 15) Semifinalistas | - Araras - Carolina Perches - Botucatu - Anieli Loli - Franca - Aléxia Cintra - Indaiatuba - Michelle Valle - Piracicaba - Júlia Crivelari - São Paulo - Danielle Vasconcellos |
| (TOP 18) Semifinalistas | - Bauru - Paola Yumi Hara - Itapetininga - Karen Rosa - São Pedro - Caroline Sturion                                                                                           |

### Prêmios especiais
A Miss BE Emotion foi eleita pelo visagista César Augusto.
| Prêmio              | Representação e candidata       |
| Miss BE Emotion     | - Marília - Franciele Marconato |
| Miss Voto Popular 1 | - Guariba - Letícia Lopes       |

1. A candidata mais votada alcança uma vaga na final da competição.

### Ordem dos anúncios
| 1. Santos 2. Itararé 3. Promissão 4. Piracicaba 5. Marília 6. Hortolândia 7. Ilhabela 8. Franca 9. Guariba 10. Araras 11. Botucatu 12. Sumaré 13. São Paulo 14. São Bernardo 15. Indaiatuba | 1. Guariba 2. Hortolândia 3. Ilhabela 4. Promissão 5. Sumaré 6. Itararé 7. Santos 8. Marília 9. São Bernardo | 1. Guariba 2. Itararé 3. Promissão 4. Santos 5. Sumaré | 1. Santos 2. Sumaré 3. Guariba |  |

## Candidatas

### Oficiais
| - Araras - Carolina Perches - Bauru - Paola Yumi Hara - Botucatu - Anieli Loli - Franca - Aléxia Cintra - Guariba - Letícia Lopes - Hortolândia - Aiane Freitas - Ilhabela - Thainá Cordeiro - Indaiatuba - Michelle Valle - Itapetininga - Karen Rosa | - Itararé - Stephanie Pavani - Marília - Franciele Marconato - Piracicaba - Júlia Crivelari - Promissão - Isabella Domingues - Santos - Natália Viviani Oliveira - São Bernardo - Amanda Malaquias - São Pedro - Caroline Sturion - São Paulo - Danielle Vasconcellos - Sumaré - Paula Palhares |

## Jurados

### Concurso
- Negra Li - cantora e atriz
- Raíssa Santana - Miss Brasil 2016
- John Drops - Digital influencer
- Ricardo dos Anjos - Maquiador
- Natália Leite - Apresentadora e co-fundadora da Sonata Brasil
- Dudu Farias - Stylist
- Thaís Pacholek - Atriz

### Seletiva
Ajudaram a selecionar as 20 candidatas:
1. Vivi Motta, fashion stylist;
2. Namie Wihby, consultor de moda;
3. Karina Ades, diretora executiva do Miss Brasil;
4. Beto y Plá, gerente artístico do Grupo Bandeirantes de Comunicação;

## Seletiva
63 candidatas participaram:
| - Andradina - Marcela Portugal - Araras - Carolina Perches - Artur Nogueira - Renata Baaszk - Assis - Gabriela Policante - Araraquara - Karol Oliveira - Bauru - Paola Yumi Hara - Brotas - Manuela Rocha - Cabreúva - Thaynara Gomes - Caconde - Isadora Parra - Cafelândia - Rafaela Dias Gomes - Caraguatatuba - Ana Paula Santos - Cajamar - Deise Félix - Campinas - Fernanda Reis - Campo Limpo Paulista - Pâmela Castanho - Cravinhos - Mayara dos Santos - Diadema - Luana Mello - Dracena - Mirella Honorato - Dourado - Stheice Moura - Franca - Aléxia Cintra - Guaíra - Jéssica Benedetti - Guariba - Leticia Lopes - Guarulhos - Bárbara Perbone | - Hortolândia - Aiane Freitas - Ilhabela - Thainá Cordeiro - Indaiatuba - Michelle Valle - Itapetininga - Karen Rosa - Itapeva - Katry Sidow - Itararé - Stephanie Pavani - Itu - Bruna Fleury - Itupeva - Wayzzy Franco - Jacareí - Naomi Ferreira - Jarinu - Vanessa Silva - Jaú - Mônica Rosa - Jundiaí - Andressa Andrade - Limeira - Sarah Schibelscky - Lins - Stefani Petruci - Marília - Franciele Marconato - Oriente - Lanay Ferreira - Penápolis - Yasmin Richarde - Piedade - Gabriella Dias - Pindamonhangaba - Júlia Vargas - Piracicaba - Júlia Crivelari | - Piratininga - Giovana Pinhata - Presidente Prudente - Jaqueline Colletti - Promissão - Isabella Domingues - Rancharia - Larissa Brito - Santa Bárbara d'Oeste - Jaqueline Ciocci - Santa Rosa de Viterbo - Amanda Garofalo - Santo André - Karoline Morais - Santos - Natália Viviani Oliveira - São Bernardo do Campo - Amanda Malaquias - São Caetano do Sul - Flávia Polido - São José do Rio Preto - Letícia Pádua - São José dos Campos - Jéssica Costa - São Paulo - Danielle Vasconcellos - São Vicente - Thayane Lamouche - Sumaré - Paula Palhares - Taubaté - Talitha Maciel - Taquaritinga - Ana Carolina D'Ávila - Tupã - Monise Ribeiro - Ubatuba - Jéssica Ingrid - Várzea Paulista - Andriely Cássia - Vinhedo - Ariane Benedito - Votuporanga - Marjori Ferreira |